# Brest Challenger 1999
Il Brest Challenger 1999 è stato un torneo di tennis facente parte della categoria ATP Challenger Series nell'ambito dell'ATP Challenger Series 1999. Il torneo si è giocato a Brest in Francia dal 25 al 31 ottobre 1999 su campi in cemento indoor.

## Vincitori

### Singolare
Roger Federer ha battuto in finale  Maks Mirny con il punteggio di 7–6, 6–3.

### Doppio
Martin Damm /  Maks Mirny hanno battuto in finale  Rodolphe Gilbert /  Lionel Roux con il punteggio di 4–6, 6–1, 6–4.